# Christian Ante
Christian Ante (* 11. Mai 1978 in Hamburg) ist ein deutscher parteiloser Kommunalpolitiker. Er ist seit 2024 Landrat des Landkreises Breisgau-Hochschwarzwald. Zuvor war er von 2009 bis 2024 Bürgermeister von Merzhausen.

## Leben
Nach dem Abitur am Friedrich-Wöhler-Gymnasium Singen 1997 leistete er Grundwehrdienst bei der Luftwaffe. Anschließend studierte er an der Hochschule Kehl und schloss das Studium 2002 als Diplom-Verwaltungswirt (FH) ab. Im Jahr 2009 schloss er ein Studium der Politischen Steuerung und Koordination an der Fernuniversität in Hagen mit dem Master of Arts ab. 2015 wurde er an der Justus-Liebig-Universität Gießen zum Doktor der Sozialwissenschaften promoviert. Er war von 2002 bis 2005 Leiter des Standes- und Ordnungsamts der Gemeinde Schallstadt und von 2005 bis 2009 Hauptamtsleiter der Stadt Kenzingen. In dieser Funktion war er von 2008 bis 2009 auch Geschäftsführer des Gemeindeverwaltungsverbands Kenzingen-Herbolzheim.
Ante ist römisch-katholisch, verheiratet und hat einen Sohn.

## Politik
Ante war von 1999 bis 2002 Mitglied des Ortschaftsrats des Hilzinger Ortsteils Weiterdingen. Er wurde am 3. Mai 2009 im zweiten Wahlgang zum Bürgermeister von Merzhausen gewählt. Er trat das Amt am 1. Juli 2009 an. Am 2. April 2017 wurde er mit 80 Prozent der Stimmen für eine zweite Amtszeit wiedergewählt. Er hatte das Amt des Bürgermeisters bis zu seinem Amtsantritt als Landrat 2024 inne. In der Funktion des Merzhausener Bürgermeisters war er von 2013 bis 2024 auch Verbandsvorsitzender der Verwaltungsgemeinschaft Hexental. Von 2009 bis 2019 war er zudem Regionalrat im Regionalverband Südlicher Oberrhein. Von 2019 bis 2024 war er als Teil der CDU-Fraktion Mitglied des Kreistags des Landkreises Breisgau-Hochschwarzwald.
Am 18. Dezember 2023 wurde Ante mit 34 von 66 Stimmen vom Kreistag zum Landrat des Landkreises Breisgau-Hochschwarzwald gewählt. Er folgte Dorothea Störr-Ritter nach und trat das Amt am 1. März 2024 an.